# Spazio vettoriale topologico
In matematica, uno spazio vettoriale topologico (a volte spazio topologico lineare) è uno spazio su cui sono definite sia una struttura topologica sia una struttura lineare, in modo che esse siano compatibili tra loro. Gli spazi topologici lineari sono tra gli oggetti più studiati dell'analisi funzionale. La ricerca riguardante gli spazi vettoriali topologici è stata iniziata da Stefan Banach negli anni trenta, come generalizzazione, appunto, degli spazi di Banach.

## Definizione matematica
Sia {\displaystyle \mathbb {K} } il campo dei numeri reali o complessi, con la sua usuale topologia. Uno spazio topologico vettoriale {\displaystyle X} su {\displaystyle \mathbb {K} } è uno spazio vettoriale su {\displaystyle \mathbb {K} } dotato di una topologia {\displaystyle {\mathcal {T}}} tale che:
- L'applicazione {\displaystyle (x,y)\to x+y} sia continua da {\displaystyle X\times X} in {\displaystyle X}.
- L'applicazione {\displaystyle (k,x)\to kx} sia continua da {\displaystyle \mathbb {K} \times X} in {\displaystyle X}.

In entrambi i casi, gli spazi prodotto sono dotati della usuale topologia prodotto. Uno spazio topologico vettoriale è, dunque, una struttura che non solo soddisfa alle ipotesi di spazio vettoriale e topologico, ma garantisce anche una compatibilità tra le due.

## Proprietà
Il successo degli spazi topologici lineari in matematica è dovuto alla generalità della loro struttura (molti degli spazi utilizzati più comunemente sono spazi topologici lineari) ed al tempo stesso alla possibilità di costruire su di essi delle teorie matematiche piuttosto ricche.

### Insiemi limitati
Un sottoinsieme {\displaystyle A} di {\displaystyle X} si dice limitato se per ogni intorno {\displaystyle I} dello {\displaystyle 0} (lo zero di {\displaystyle X} visto come spazio vettoriale), esiste uno scalare {\displaystyle k\in \mathbb {K} }, tale che {\displaystyle kI} contenga {\displaystyle A}. La possibilità di parlare di insiemi limitati in un ambito così astratto, è stato storicamente uno dei fattori che hanno contribuito allo sviluppo dello studio degli spazi topologici vettoriali.

### Dualità
Le nozioni di dualità sono le più importanti nell'ambito dello studio degli spazi topologici vettoriali.
Dato uno spazio topologico vettoriale {\displaystyle X}, è naturale considerare il suo spazio duale (o duale "topologico", per distinguerlo dal duale "algebrico") {\displaystyle X^{\star }}, ossia l'insieme i cui elementi sono tutte le applicazioni lineari continue {\displaystyle \xi :{\mathit {X}}\to \mathbb {K} }. Su {\displaystyle X^{\star }} si può allora definire una topologia {\displaystyle {\mathcal {T}}^{\star }} come la topologia meno fine rispetto alla quale tutti gli elementi di {\displaystyle X^{\star \star }} siano continui. Tale topologia {\displaystyle {\mathcal {T}}^{\star }} è detta topologia debole (in quanto evidentemente più debole di {\displaystyle {\mathcal {T}}}). Il fatto notevole è che l'insieme {\displaystyle X} equipaggiato con topologia {\displaystyle {\mathcal {T}}^{\star }} è ancora uno spazio vettoriale topologico.

### Convessità
Gli spazi topologici vettoriali sono le strutture più generali su cui sia possibile trattare le nozioni di convessità. Gli studi in questa direzione hanno portato a definire ed analizzare gli spazi localmente convessi.

### Funzioni a valori in spazi topologici vettoriali
La più generale classe di funzioni per cui sia nota una teoria dell'integrazione è la classe delle applicazioni da uno spazio misurabile a valori in uno spazio topologico vettoriale. Tale nozione è nota come integrale di Von Neumann.

### Stabilità per prodotti
Data una famiglia (finita o infinita) di spazi topologici vettoriali {\displaystyle X_{i}}, il loro prodotto cartesiano {\displaystyle \Pi _{i}X_{i}} ha una naturale struttura sia di spazio topologico che di spazio vettoriale. Risulta che tale prodotto è anche uno spazio topologico vettoriale.

## Esempi
Lo spazio euclideo {\displaystyle \mathbb {R} ^{n}} è uno spazio vettoriale topologico, se equipaggiato con la topologia euclidea e con la usuale struttura di spazio vettoriale. Più in generale, tutti gli spazi di Banach sono spazi vettoriali topologici (con la topologia indotta dalla norma). Tuttavia, esistono strutture molto naturali in matematica che sono spazi vettoriali topologici, ma non sono spazi di Banach. Ad esempio, dato uno spazio di Banach {\displaystyle X}, possiamo considerare la topologia debole {\displaystyle {\mathcal {T}}^{\star }} su {\displaystyle X}. Con tale topologia, {\displaystyle X} in generale non sarà uno spazio di Banach (fanno eccezione gli spazi finito-dimensionali), e tuttavia sarà ancora uno spazio vettoriale topologico.
Gli spazi Lp sono spazi vettoriali topologici, qualunque sia {\displaystyle 0<p\leq \infty }, ma sono spazi localmente convessi solo se {\displaystyle 1\leq p\leq \infty }.